# 大船渡市農業協同組合
大船渡市農業協同組合（おおふなとしのうぎょうきょうどうくみあい、略称JAおおふなと、大船渡市農協）は、岩手県大船渡市に本店を置く農業協同組合。

## 沿革
- 1966年3月 - 大船渡市内にあった7農協が新設合併し、大船渡市農業協同組合が発足。
- 2002年3月1日 - 三陸町農業協同組合を吸収合併。
- 2008年5月1日 - 陸前高田市農業協同組合を吸収合併。

## 店舗
大船渡市
- 本店 - 大船渡町字茶屋前167-4 2階3階
- 大船渡支店 - 大船渡町字茶屋前167-4 1階
- 猪川支店 - 猪川町前田5-16
- 三陸支店 - 三陸町越喜来肥の田29-3

陸前高田市
- 高田支店 - 高田町字森の前707-7

気仙郡住田町
- 世田米支店 - 世田米字川向77-2

## 主な作物
- ヤーコン
- きゅうり
- トマト
- 茶
- りんご
- 花 など。